# 嚴實
严实（1182年—1240年），字武叔，泰安长清（今山东长清）人，金末政治人物。蒙古帝国时期汉地世侯之一。

## 生平
严实幼警悟，略识诗书，为人好施与，志气豪放，喜与人结交。早年曾犯罪入狱，却被“侠少辈”救出。蒙古、金、宋争夺山东过程，严实展露头角。
1213年，蒙古军队攻掠山东北还后，金东平行台调民为兵，严实被任命百夫长。次年击败张汝楫，升任长清尉。1218年六月权长清令，八月南宋攻益都，严实因外出长清失陷，但旋及收复。金朝东平行台疑严实与宋勾结，于是发兵围长清，严实降宋，任济南治中。严实四掠地，太行以东均为其所节制。1220年三月，金朝河南军攻彰德（今河南安阳），宋守将单仲求救，严实往救不及，单仲兵败被俘。严实从此役知南宋已不可靠，此后又拒绝金朝招抚。
蒙古遣木华黎攻金，成吉思汗要求木华黎采取“招集豪杰，戡定未下之城”的战略，广泛招降各地官僚、土豪，并利用他们去扩大占领区。凡纳土归降、扩地有功者皆按其实力和地盘授与官职，并允许其世袭，管领原有地区及新占区，军民兼领，僚属自辟。这些掌控一方，享有较大自主权的军阀被称为世侯。
1220年秋，木华黎进驻济南。严实于八月进谒木华黎，纳出自己控制下的彰德、大名、恩州、磁州、洺州、博州、滑州、濬州等地共30万户，被任命为山东西路行尚书省事。同年严实攻下曹州（今山东荷泽）、濮州（今山东鄄城北）、单州（今山东单县）。但由于部将李信复叛为宋，其家属与长兄被杀。严实于次年擒杀李信，并进占东平。
1222年，宋将彭义斌说服严实之青崖守将晁海复叛为宋，尽虏严实家人，又率军西下与其周旋。1225年，宋将彭义斌进围东平，蒙古援军孛里海部久不至，严实遂与彭联合，并结为兄弟，共攻河北。同年七月，严实与孛里海联合，败彭义斌，但其家人亦皆为彭部所杀。不久，严实收复先前失去各州县。之后，严实率部蒙古军队转战山东各地，皆立有大功。而且在战争中，他阻止蒙古军队屠城，使得数十万人免于屠戮。同时亦约束自己的部下，不得杀掠无辜。
严实作为最大世侯之了，奄有全魏，鲁地十之九、齐地十之三，集财、民、军诸权于一身。蒙古建汉军三万户，严实以千户隶史天泽。1230年，严实朝窝阔台汗，得赐金虎符。耶律楚材建议窝阔台汗改革以削弱世侯之权，并增加中央税收，得到窝阔台汗的支持。严实因此对耶律楚材深为不满。但严实最终还是接受幕僚宋子贞建议，交出境内赋税之权。
1232年，蒙古增设四万户，严实被授与万户，下属八个千户。但是在之后灭金战争中，严实因年老而无甚功绩。1236年，蒙古完成户籍扩编，实行划境之治。严实辖境遭到投下势力及其周边世侯侵占，后因属下力争才得保20余城。1237年，窝阔台下令严实不用再参与征伐。1240年，严实病故。元世祖中统二年（1261年），追授鲁国公，谥武惠。

## 评价
严实一生，为金、投宋、降蒙，皆视三方实力而变化反复，其目的皆为保存割据所得利益。不过，虽然投降蒙古，为蒙古开疆拓土效力，但是却尽其所能阻止蒙古军队屠戮百姓，救人无数，而且他亦能约束部下不得滥杀。
另外他亦能在其控制区域内采取有利措施，使生产和社会秩序得恢复，亦算是其贡献。并且，他招徕延纳四方流落士人，如商挺、王磐、李旭、徐世隆、康晔等都曾流寓受庇于严实，有的后来有些人成为忽必烈时期之名臣。金人元好问在金亡后亦曾常去东平，与严实及其幕僚皆有来往。
此外，金亡后，严实兴办东平府学，以元好问、王磐、康晔等为师，受业者多数百人。其中杰出者如“东平四杰”（孟祺、阎复、李谦、徐琰）、夹谷之奇、曹伯启、李之绍、申屠致远等，成为一代大儒或名臣。严实亦此举对保存学术和文化传统贡献良多，他所治下的东平成为当时一时之“礼乐中心”。

## 子女
- 严忠贞：金紫光禄大夫
- 严忠济：一名忠翰，字紫芝，次子。严实去世后袭职。死后谥“庄孝”
- 严忠嗣：中正二年，兄忠济入朝，忠嗣袭职。1263年罢官家居；
- 严忠范：1265年调任刑部尚书，同年免。
- 严忠杰
- 严忠裕
- 严忠祜

## 延伸阅读
[在维基数据编辑]
 《元史·卷148》，出自宋濂《元史》
 《新元史/卷137》，出自柯劭忞《新元史》